# Dziadowa Kłoda (gmina)
Dziadowa Kłoda – gmina wiejska w województwie dolnośląskim, w powiecie oleśnickim. W latach 1975–1998 gmina położona była w województwie kaliskim.
Siedziba gminy to Dziadowa Kłoda.
Według danych z 31 grudnia 2017 roku gminę zamieszkiwały 4644 osoby. Natomiast według danych z 30 czerwca 2020 roku gminę zamieszkiwało 4586 osób.

## Struktura powierzchni
Według danych z roku 2002 gmina Dziadowa Kłoda ma obszar 105,14 km², w tym:
- użytki rolne: 75%
- użytki leśne: 18%

Gmina stanowi 10,02% powierzchni powiatu.

## Demografia
Liczba mieszkańców na koniec 2018 roku: 4598

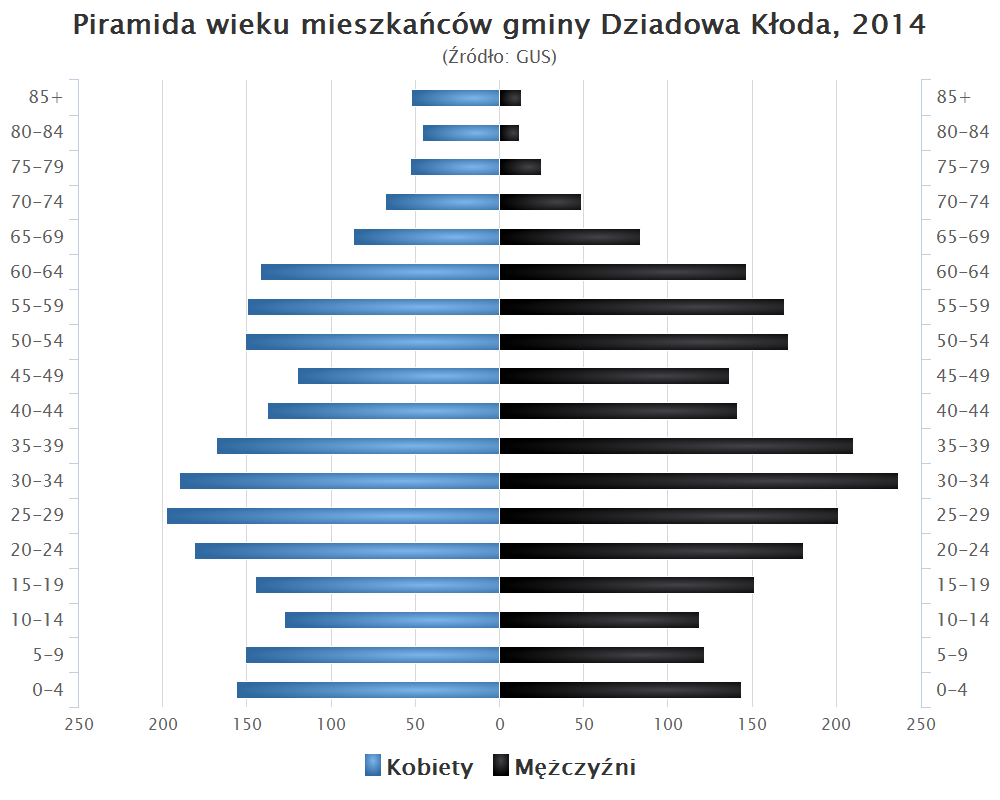
Piramida wieku mieszkańców gminy Dziadowa Kłoda w 2014 roku

Liczba mieszkańców na koniec 2017 roku: 4626
Liczba mieszkańców na koniec 2016 roku: 4651
Liczba mieszkańców na koniec 2015 roku: 4637
Liczba mieszkańców na koniec 2014 roku: 4645
Dane z 30 czerwca 2004:
| Opis                              | Ogółem | Ogółem | Kobiety | Kobiety | Mężczyźni | Mężczyźni |
| --------------------------------- | ------ | ------ | ------- | ------- | --------- | --------- |
| jednostka                         | osób   | %      | osób    | %       | osób      | %         |
| populacja                         | 4515   | 100    | 2237    | 49,5    | 2278      | 50,5      |
| gęstość zaludnienia (mieszk./km²) | 42,9   | 42,9   | 21,3    | 21,3    | 21,7      | 21,7      |

## Rada Gminy
W wyborach samorządowych, przeprowadzonych 16 listopada 2014r., mandat radnego otrzymali:
- Grzegorz Otwinowski - Przewodniczący Rady Gminy
- Mirosław Ostry - Wiceprzewodniczący Rady Gminy
- Agnieszka Koćwin
- Alicja Zając
- Cezary Młynarz
- Agnieszka Bębenek
- Henryk Ciesielski
- Piotr Kamiński
- Alina Cichoń
- Karol Bedka
- Antoni Mierzwa
- Grzegorz Sawicki
- Damian Strug
- Barbara Wnuk
- Krzysztof Grygiel

## Sąsiednie gminy
Bierutów, Namysłów, Oleśnica, Perzów, Syców, Wilków